# Juan Entrecanales de Azcárate
Juan Entrecanales de Azcárate (Madrid, 1935) es un empresario español y Presidente de Honor de Acciona.

## Biografía
Nació en Madrid en 1935. Hijo de José Entrecanales Ibarra y María Azcárate. Cursó estudios de Ingeniería Industrial en la Escuela Técnica Superior de Ingenieros Industriales de Madrid, alcanzando el doctorado. Fue primer premio proyecto Fin de Carrera y amplió sus estudios en Estados Unidos.
En 1970 asume la vicepresidencia de Entrecanales y Távora, empresa constructora fundada por su padre en 1931. El 7 de noviembre de 1996 nace Necso Entrecanales y Cubiertas, tras la fusión de Entrecanales con Cubiertas y MZOV. Juan ocupa la Presidencia. En 1997 se crea Acciona y, siempre al lado de su hermano, ocupa la Vicepresidencia ejecutiva. Acciona fue diversificando su actividad a lo largo de las tres décadas siguientes al implantarse en los sectores mobiliario, vitivinícola y servicios urbanos. También fue presidente de Excavaciones Submarinas, S.A. 
ACCIONA es una de las principales corporaciones empresariales españolas, líder en la promoción y gestión de infraestructuras, energías renovables, agua y servicios. Cotiza en el selectivo índice bursátil Ibex-35, y es un valor de referencia en el mercado. Con más de un siglo de trayectoria, está formada por más de 30.000 empleados y tiene presencia en más de 30 países de los cinco continentes. Hace menos de una década era una de las principales constructoras españolas, inmersa en un proceso de diversificación y búsqueda de oportunidades de negocio a nivel internacional. Durante 2008 y tras la salida de Endesa en 2009, ACCIONA ha culminado su transformación en una compañía pionera en desarrollo y sostenibilidad, convertida en un líder global en promoción, producción y gestión de energías renovables, agua e infraestructuras, con el menor impacto medio ambiental. Esta trayectoria no habría sido posible sin su tradición pionera. No en vano protagonizó la primera fusión en el mercado español de la construcción y, durante la década de las 90, fue también la primera non-utility en adoptar una estrategia basada en las energías renovables.
Juan Entrecanales Azcárate fue vocal de la Cámara de Comercio e Industria de Madrid entre 1976 y 1978.
Fue uno de los fundadores del CÍRCULO DE EMPRESARIOS en 1977 y Vicepresidente de su Junta Directiva durante doce años.
Fue socio fundador de la Fundación de Estudios Sociológicos (FUNDES), así como de Seniors Españoles para la Cooperación Técnica (SECOT)
De 1990 a 2002 fue  miembro del  Consejo de Administración del BBVA .
De 1990 a 2006 fue también miembro del Consejo del GRUPO CORREO y posteriormente de VOCENTO después de su fusión.
En enero de 2004 es sucedido por su hijo Juan Ignacio Entrecanales Franco en la Vicepresidencia de Acciona, mientras que José María Entrecanales cedía la presidencia al suyo, José Manuel Entrecanales Domecq.
En la actualidad es Miembro del Patronato de la FUNDACIÓN JOSÉ ENTRECANALES IBARRA, Miembro del Alto Consejo Consultivo de la Ingeniería de España, Patrono de la FUNDACIÓN GEOGRÁFICA ESPAÑOLA, Diputado de la Real Diputación San Andrés de los Flamencos (FUNDACIÓN CARLOS DE AMBERES), Presidente de la FUNDACIÓN JUAN ENTRECANALES DE AZCÁRATE y Presidente de Honor de ACCIONA S.A.
En 2006 recibió la Mención Honorífica del Colegio Oficial de Ingenieros Industriales de Madrid a la trayectoria profesional y en 2010 la Medalla Puig Adam como reconocimiento, de nuevo, a su trayectoria profesional y a sus aportaciones al mundo de la ingeniería y a la sociedad, otorgada por la Fundación para el Fomento de la Innovación Industrial de la Escuela Técnica Superior de Ingenieros Industriales de la Universidad Politécnica de Madrid.
No es posible terminar sin hacer referencia a algunas de las grandes aficiones a las que Juan Entrecanales ha dedicado tiempo e ilusión: el coleccionismo de arte, la lectura, el campo y el deporte en general y en especial la navegación. Entre los años 2011 y 2012, cuando dispuso de más tiempo libre tras la jubilación, realizó la aventura de dar la vuelta al mundo en su velero.